# Somoto
Somoto est la capitale du département de Madriz au Nicaragua, elle est jumelée avec la ville de Fougères en France. La ville est située sur la route panaméricaine.
A 12 km à l'Ouest de la ville se trouve le site du Canyon de Somoto 13° 27′ 14″ N, 86° 42′ 14″ O classé monument national le 29 novembre 2006. La zone protégée de ce canyon où coule la rivière Coco couvre une superficie d'environ 170 ha.
Le canyon s'est formé il y a 5 à 13 millions d'années au cours de la période du Miocène. 
Le canyon de Somoto n'avait jamais été exploré systématiquement jusqu'à ce qu'un groupe de scientifiques de la République tchèque et du Nicaragua redécouvre le canyon en 2004. 
Après sa découverte, le canyon de Somoto est devenu l'une des attractions touristiques importantes du pays. Il fait partie des aires protégées au Nicaragua.

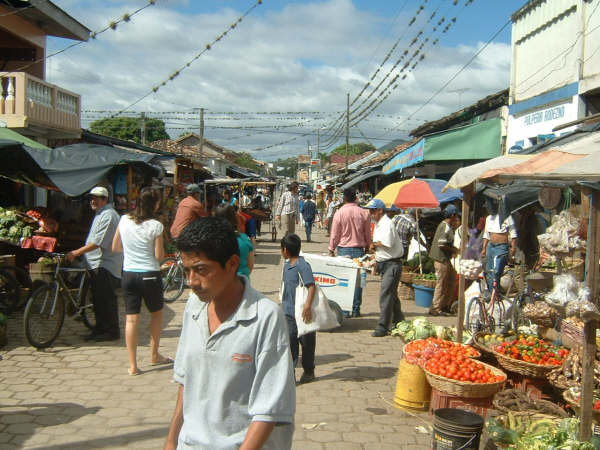
Une rue marchande de Somoto.
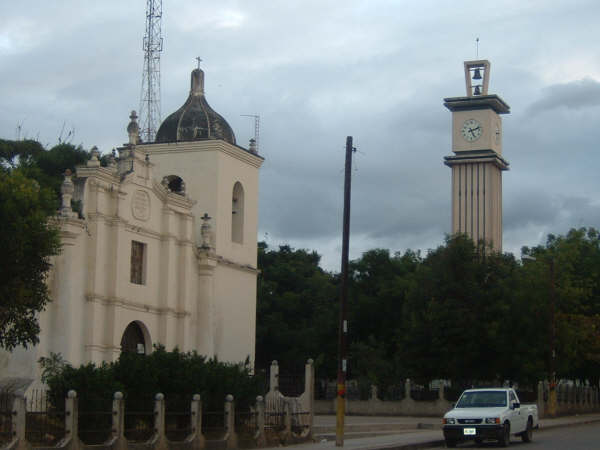
L'église au centre-ville.
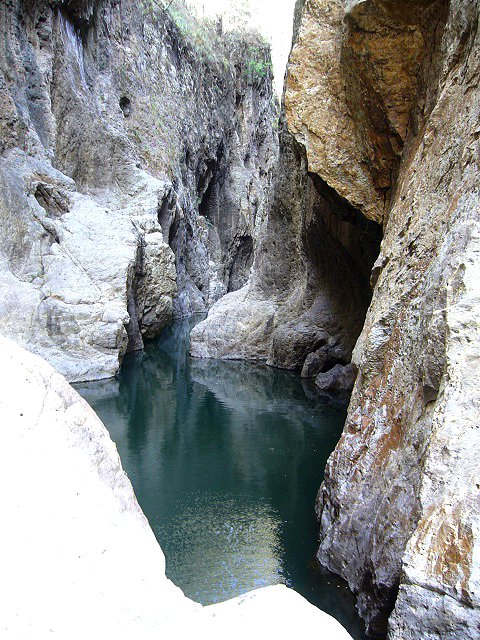
Le canyon de Somoto.